# Niamina Dankunku
Niamina Dankunku é um distrito da Gâmbia.